# Lophoptera tripartita
Lophoptera tripartita är en fjärilsart som beskrevs av Swinhoe 1902. Lophoptera tripartita ingår i släktet Lophoptera och familjen nattflyn. Inga underarter finns listade i Catalogue of Life.